# Diplotaxis subrugata
Diplotaxis subrugata är en skalbaggsart som beskrevs av Moser 1918. Diplotaxis subrugata ingår i släktet Diplotaxis och familjen Melolonthidae. Inga underarter finns listade i Catalogue of Life.